# Сейфуллино (Жылысуский сельский округ)
Сейфуллино (каз. Сейфуллин) — село в Жетысайском районе Туркестанской области Казахстана. Входит в состав Жылысуского сельского округа. Код КАТО — 514457600.

## Население
В 1999 году население села составляло 1010 человек (510 мужчин и 500 женщин). По данным переписи 2009 года, в селе проживало 1160 человек (579 мужчин и 581 женщина).